# Amy Bull
Pour les articles homonymes, voir Bull.
Amy Maud Bull née Amy Hicks (16 juillet 1877 - 11 février 1953) est une enseignante et suffragiste britannique.

## Biographie
Amy Bull naît à Great Holland Hall, dans l'Essex, en 1877, fille de Charles Thompson Hicks, fermier et de Lilian Hicks (en), directrice d'école et suffragiste. Elle a une sœur, Beatrice, et un frère, Charles, qui meurt durant la Première Guerre mondiale. Elle fait ses études secondaires à la North London Collegiate School, et les poursuit en 1895 à Girton Hall, à l'université d'Oxford, où elle obtient une mention très bien en lettres classiques en 1899. Elle est lectrice invitée au Westfield College de l'université de Londres en 1900-1901, puis enseignante à la Belvedere High School de Liverpool (1901 à 1904). Elle est fellow du collège Bryn Mawr (1904-1905).
La mère d'Amy, Lilian Hicks, était associée à la cause suffragiste depuis qu'Amy était une jeune fille. Elles  sont toutes les deux membres depuis 1902 de la Central Society for Women's Suffrage, et elles participent aux actions suffragistes. En décembre 1906, elle adhère à la Women's Social and Political Union, mais dès octobre 1907, elles rejoignent la Women's Freedom League dont Amy devient secrétaire en 1909. Elle est emprisonnée pendant trois semaines pour « obstruction » en juillet de la même année. 
Vers 1909, la Women's Freedom League publie une carte postale représentant Lilian Hicks. 
Amy Hicks soutient en 1910 la New Constitutional Society for Women's Suffrage et rejoint la WSPU. Elle est membre du comité de la Women's Tax Resistance League qui demande à ses adhérents de ne pas payer leurs impôts à un gouvernement en faveur duquel seuls les hommes ont voté. Amy et sa mère sont arrêtéesà Parliament Square le « vendredi noir » 18 novembre 1910. En mars 1912, elle brise les vitrines de magasins du West End dans le cadre d'une manifestation de la Women's Social and Political Union et elle est condamnée à une peine d'emprisonnement de quatre mois, d'abord à la prison de Holloway, puis à Aylesbury, dans le Buckinghamshire. Durant sa détention, elle entame une grève de la faim et est nourrie de force. Le ministère de l'Intérieur considère qu'elle est l'une des meneuses de la grève de la faim à Aylesbury. Elle fonde avec Sylvia Pankhurst la branche du WSPU dans l'est de Londres, le 27 mai 1913. Amy et sa mère rejoignent les United Suffragists. 
La Première Guerre mondiale éclate en 1914 et Amy Hicks participe à l'effort de guerre comme réserviste volontaire.
Elle épouse John Major Bull le 4 août 1927 à l'église St Peter de Belsize Park. Elle est conseillère de district rural de 1927 à 1930 à Chelmsford, et donne des conférences au British Women's Institute sur la production et la conservation de produits du terroir. John Major Bull meurt en 1944, Amy Bull quant à elle meurt à son domicile de Little Baddow, près de Chelmsford, dans l'Essex, le 11 février 1953, des suites d'une pneumonie. Elle lègue 1 000 £ à Girton College, son ancien collège d'Oxford, et une somme identique au National Trust.

## Hommages et distinctions
- Hunger Strike Medal décernée par la Women's Social and Political Union[1].
- Membre de l'ordre de l'Empire britannique vers 1948[1].